# Voluntarismo doxástico
El voluntarismo doxástico es una postura filosófica cuyo fundamento es la habilidad de ejercer control voluntario sobre las creencias propias. Esto es, el sujeto posee la libertad de adoptar sus creencias, de tal suerte que es capaz de seguir una ideología o no de manera autónoma.
Esta visión filosófica deriva de una rama de la lógica conocida como lógica doxística; sin embargo, opuesto a otras visiones filosóficas sobre la creencia, el voluntarismo doxástico reconoce a cada ser humano como el autor de sus propias creencias; tal postura cae en una rama de la filosofía conocida como ética de la creencia.
Los filósofos argumentan que  existen dos tipos de voluntarismo doxástico: directo e indirecto. El voluntarismo doxástico directo propone que la persona tiene control sobre algunas de sus creencias (por ejemplo, cuando un individuo cambia sus creencias del teísmo al ateísmo); por otro lado, el voluntarismo doxástico indirecto propone que el individuo tiene un control inconsciente, expresado a través de acciones intermedias voluntarias, sobre sus creencias (por ejemplo, cuando se está investigando e involuntariamente el individuo evalúa la evidencia).